# Caliban (Shakespeare)
Caliban ist eine Figur aus William Shakespeares Theaterstück Der Sturm.

## Rolle im Stück
Caliban ist bis zum Ende des Stückes der Sklave des weisen Zauberers Prospero. Caliban ist der Sohn der wegen Zauberei angeklagten und aus Algerien verbannten Sycorax. Diese wurde auf einer Insel, schwanger mit Caliban, zurückgelassen und starb vor Prosperos Ankunft. Caliban weist darauf hin, dass Setebos der Gott seiner Mutter sei.

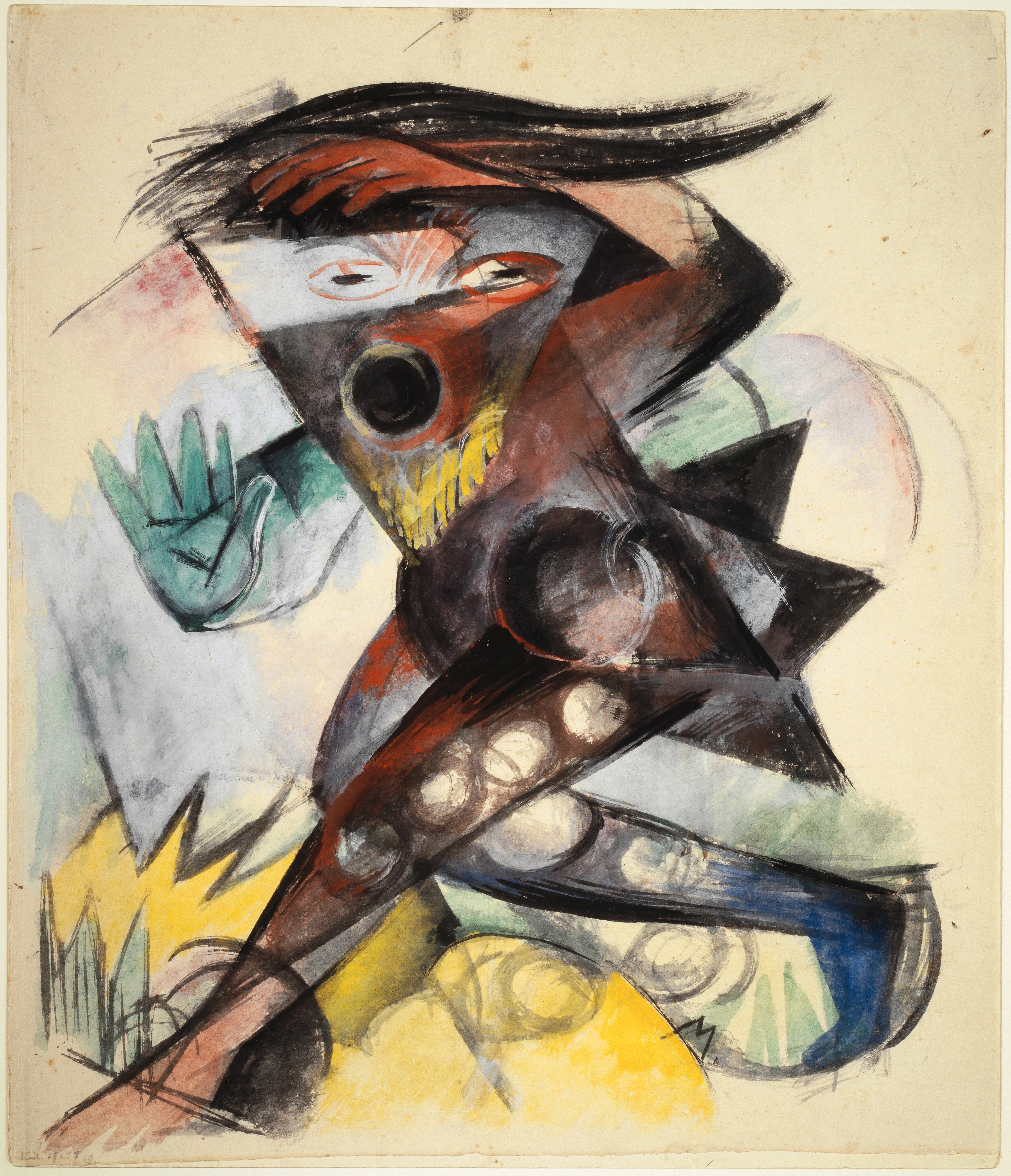
Franz Marc, Caliban

Prospero, der seine Triebe kontrolliert, kann als Inbegriff von Kultur gedeutet werden. Der wilde Caliban (dessen Name ein Anagramm von canibal ist) stellt einen Gegensatz zur Kultur dar: Er verkörpert die Natur als ungebildete, triebgesteuerte Energie, „unfähig zu freier Selbstbestimmung und daher wesensmäßig dazu ausersehen, beherrscht und benutzt zu werden – eine Auffassung, die der Unterwerfung »wilder« Völker seit der Renaissance ethische Argumente lieferte“ (vgl. Kindlers Literaturlexikon). Caliban verändert jedoch seinen Charakter während des Stückes und sieht schließlich mit einer antrainierbaren Dienstwilligkeit ein, dass dem Gebieter Prospero der Vorzug vor dem Alkoholiker Stephano zu geben sei.
Prospero rechtfertigt seine raue Behandlung gegenüber Caliban damit, dass er ihn beschuldigt, Caliban habe versucht, seine Tochter Miranda zu vergewaltigen (oder zu verführen, dies geht nicht eindeutig aus dem Text hervor). Prospero versklavt Caliban und foltert ihn in der Annahme, dass seine Anschuldigungen der Wahrheit entsprechen. Als Folge wählt Caliban den Schiffbrüchigen Stephano als Gott und neuen Herrn, nachdem er Wein von ihm getrunken hat. Caliban verlangt von Stephano, dass er Prospero töten solle, um Herr der Insel zu werden. Doch schließlich lernt Caliban, dass Stephano weder ein Gott noch Prospero ebenbürtig ist, und nimmt wieder seine (unfreiwillig) gehorsame Haltung gegenüber Prospero ein.
Auch wenn Prospero ihn als brutalen Wilden sieht, wird Caliban eine der bewegendsten Reden des gesamten Stückes eingeräumt:
| „Be not afeard; the isle is full of noises, Sounds and sweet airs, that give delight and hurt not. Sometimes a thousand twangling instruments Will hum about mine ears, and sometime voices That, if I then had waked after long sleep, Will make me sleep again: and then, in dreaming, The clouds methought would open and show riches Ready to drop upon me that, when I waked, I cried to dream again.“ – Act 3, Scene 2 | „Sei nicht furchtsam, die Insel ist voll von Geräuschen, Tönen und anmutigen Melodien, was Freude bringt und nicht schmerzt. Manchmal erklingen tausend klimpernde Instrumente Über meinem Haupte – und manchmal hör' ich Stimmen, Die, wenn ich nach langem Schlaf erwachen würde, Mich wieder schläfrig machten; dann deucht's mir im Traume Die Wolken täten sich auf und offenbarten Schätze, Bereit, auf mich herab zu regnen, dass ich, wenn ich erwache, Schrei' und weine, weil ich wieder träumen möchte.“ – 3. Akt, 2. Szene |

## Wirkungsgeschichte
- Caliban ist der Name der wilden Heimatwelt der Legion der (ritterlichen) Dark Angels im Warhammer 40.000 Universum.
- Robert Browning schrieb einen seiner dramatischen Monologe aus der Sicht des Calibans: Caliban upon Setebos. Or, Natural Theology in the Island, in welcher er Caliban als einen rousseauischen „natürlichen Menschen“ betrachtet. Caliban hält lange Monologe im Stil von Henry James aus W. H. Audens langem Gedicht The Sea and the Mirror, einer Meditation über die Themen aus Der Sturm.
- An Shakespeare wie auch an Brownings Behandlung der Figur knüpft Arno Schmidts Erzählung Caliban über Setebos aus dem Jahr 1964 an.
- Arnold Zweig publiziert 1926 einen Essay mit dem Titel Caliban oder Politik und Leidenschaft: Versuch über die menschlichen Gruppenleidenschaften dargetan am Antisemitismus.
- Walther Rode veröffentlicht 1934 ein Buch mit dem Titel Deutschland ist Caliban. Ein Pamphlet gegen den Hinterwäldler aus Braunau und die Deutschen aus dem Jahre 1934.
- In seiner Vorrede zum Roman Das Bildnis des Dorian Gray verbindet Oscar Wilde die Figur Caliban mit der Abneigung vor Realismus und Romantik im 19. Jahrhundert.
- Fantasyautor Tad Williams erzählt die Geschichte von Caliban aus seiner Sicht in der Kurzgeschichte Caliban's Hour (1993).
- Caliban kann auch an andere mythische, deformierte Figuren erinnern, die verschiedene menschenähnliche Formen in angelsächsischen vorchristlichen Versionen männlicher Fruchtbarkeits- oder Naturgeister annehmen, wie Trolle und Orks.
- Caliban ist der Ordensname des amerikanischen Herausgebers Briton Hadden in der Studentenverbindung Skull & Bones.
- In John Fowles Roman Der Sammler nimmt ein emotional inkompetenter Angestellter eine Kunststudentin gefangen, um seinen Hang zum Besitztum zu befriedigen. Er wird von ihr als Caliban bezeichnet, sie selbst heißt Miranda.
- Im Film Kampf der Titanen tritt der Charakter Calibos auf, welcher in der griechischen Mythologie nicht vorkommt. Laut dem Produzenten Ray Harryhausen ist er jedoch eine Reminiszenz an Caliban. Er ist der Sohn der Göttin Thetis, der zur Strafe für seine bösen Taten in ein deformiertes Ungeheuer verwandelt wurde. In dem Remake von 2010 wird der Charakter mit König Akrisios zu einer Figur zusammengefügt.
- Einer der Mutanten der X-Men-Comics trägt ebenfalls den Namen Caliban.
- Die deutsche Metalcore-Band Caliban hat sich nach ihm benannt.
- Ein Zyklus aus 3 Romanen von Roger MacBride Allen, der auf den Robotergeschichten von Isaac Asimov basiert, dreht sich unter anderem um einen Roboter namens Caliban.
- Schopenhauer bezeichnet Hegel in Die Welt als Wille und Vorstellung als „geistigen Kaliban“.
- In Dan Simmons’ Romanzyklus Ilium und Olympos taucht Caliban als eine Figur aus einem Paralleluniversum auf, das durch die Schöpfungskraft eines Autors wie Shakespeare erschaffen wurde und in das in ferner Zukunft Zugänge erschaffen wurden.
- In Heinz-Joachim Heydorns Hauptwerk Der Widerspruch von Bildung und Herrschaft von 1970 steht „Calibans Auftritt“ für einen im Gewand des Fortschritts auftretenden Todestrieb, der mit höchster Rationalität und Wahnsinn gepaart, den Selbsthass einer gescheiterten Klasse (eines am Ideal menschlichen Fortschritts scheiternden Bürgertums) symbolisiere.
- Die Eröffnungsfeier der Olympischen Sommerspiele 2012 in London, genannt Isles of Wonder, zitierte die Geschichte von Der Sturm. So war der Titel des Musikstücks, das bei der Entzündung der olympischen Flamme gespielt wurde Caliban’s Dream (Calibans Traum) und Calibans Monolog aus dem dritten Akt (siehe oben) wurde durch Kenneth Branagh als Isambard Brunel am Anfang der Zeremonie rezitiert. Das Musikstück And I Will Kiss der Band Underworld, speziell für die Eröffnungszeremonie geschrieben, ist ebenfalls ein Zitat aus Der Sturm (2:2:148–149).
- Im Film Tatort: Im Schmerz geboren erhält der Vorarbeiter eines ermordeten Kriminellen den Spitznamen von seinem neuen Boss.
- Silvia Federici nimmt in "Caliban und die Hexe. Frauen, der Körper und die ursprüngliche Akkumulation", in dem sie die Geschichte des weiblichen Körpers im Übergang zum Kapitalismus darstellt, Bezug auf Caliban.[1]
- Calibans Krieg ist der Name des zweiten Romans der Science-Fiction-Reihe The Expanse.
- In der Serie Huntik ist Caliban der Titan von Dante Veil.
- In der Serie Penny Dreadful erhält der erste von Victor Frankenstein wiederbelebte Tote ("Frankensteins Monster") später den Namen Caliban, so benannt nach Shakespeares Figur.
- Die Figur des Urmel aus Max Kruses gleichnamiger Kinderromanserie verweist auf Shakespeares Caliban-Gestalt: Urmel ist eine Art Urtier mit Flossen, das – wie Caliban von Prospero – von einem exilierten Wissenschaftler auf einer einsamen Insel aufgezogen wird. Wie Prospero Caliban, so bringt auch Habakuk Tibatong Urmel das Sprechen bei.[2]